# Brant Daugherty
Brant Daugherty (nascido em 20 de agosto de 1985) é um ator americano. Ele é mais conhecido por seu papel como Noel Kahn na série Pretty Little Liars. Ele também atuou por alguns pequenos papéis em séries de televisão e escreveu um livro. Brant nasceu e cresceu em Ohio. Ele freqüentou a Columbia College Chicago.
Brant também interpretou o personagem Danny Foster no filme Oranges, filmado em Wisconsin e dirigido pela brasileira Elen Santana.

## Biografia
Brant Daugherty nasceu Brant David Daugherty em 20 de agosto de 1985, em Mason, Ohio, EUA. Seu pai, David Daugherty, era professor de arte, e sua mãe, Mary Beth (nascida Hirt) Daugherty, era chefe dos serviços de reabilitação do Shriners Hospitals for Children, em Cincinnati. Ele tem um irmão, Adam, e uma irmã, Caitey. Seu pai faleceu de câncer em fevereiro de 2009, aos 57 anos.
Ele estudou na William Mason High School, onde jogou futebol americano antes de descobrir a atuação por meio de peças escolares. Depois de se formar em 2004, ele se formou em cinema pela Columbia College Chicago e se mudou para Los Angeles em 2008. Atualmente ele reside em West Hollywood.
Brant Daugherty é casado com a atriz Kimberly Daugherty (nascida Hidalgo).
Eles começaram a namorar em 2016, ficaram noivos em fevereiro de 2018 em Amsterdã e se casaram em 15 de junho de 2019. Eles têm dois filhos: Wilder David, nascido em março de 2021, e Aero Lore, nascido em dezembro de 2023.

## Filmografia
| Televisão | Televisão                   | Televisão      | Televisão                                   |
| Ano       | Título                      | Papel          | Observações                                 |
| --------- | --------------------------- | -------------- | ------------------------------------------- |
| 2009      | Private                     | Thomas Pearson |                                             |
| 2015      | Merry Kissmas               | Dustin         |                                             |
| 2010-2016 | Pretty Little Liars         | Noel Kahn      |                                             |
| 2010      | Super Sportlets             | Ballistico     |                                             |
| 2008      | Suspended                   | Bill           |                                             |
| 2013      | Oranges                     | Danny Foster   | Filme dirigido pela brasileira Elen Santana |
| 2013      | The Starving Games          | Dale           |                                             |
| 2018      | Fifty Shades Freed          | Luke Sawyer    |                                             |
| 2019      | Lost Star                   | Peter Ski      |                                             |
| 2019      | A Christmas Movie Christmas | Paul           |                                             |